# آلوارو کونهال
آلوارو کونهال (انگلیسی: Álvaro Cunhal; ۱۰ نوامبر ۱۹۱۳ – ۱۳ ژوئن ۲۰۰۵) سیاست‌مدار اهل پرتغال بود.
وی همچنین برندهٔ جوایزی همچون نشان لنین شده‌است.